# Cabalus
Cabalus és un gènere d'ocells de la família dels ràl·lids (Rallidae) propi de zones humides d'Oceania.

## Llista d'espècies
Se n'han descrit dues espècies dins aquest gènere que han estat, fins estudis recents, incloses a Gallirallus:
- Cabalus lafresnayanus - rascló de Nova Caledònia.
- Cabalus modestus - rascló de les Chatham.